# 雷达

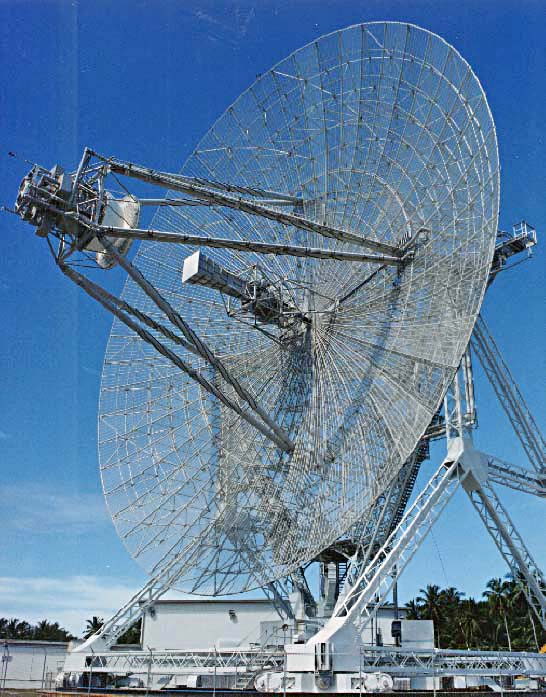
雷達天線

雷达（radar）是英文（直译：“无线电探测与测距”）的缩写的音译，即用无线电波的反射信号发现目标并测定其空间位置、移动方向、速度、相對距離以及大概形状的电子设备。雷达被广泛应用于航空与航海导航、军事侦察和预警、气象观测以及太空探索等领域。

## 起源

雷達探測原理（脈衝式）

無線電偵測和定距

雷達的出現，始於二戰前。虽然美、法等国亦注意到“以无线电探测目标的可能”，这在当时的学术界并不是秘密，但真正开始研制实用设备的是英、德2国。因北大西洋时常恶劣的天气，货运繁忙的伦敦港、朴茨茅斯港，及汉堡港时常发生轮船碰撞事故，英、德在两战间开发雷达的本意是在夜间或雾天协助钢铁货轮航行；而欲实现以无线电探测目标，需要大功率的电磁波发射源，这在当时是物理界的前沿技术；后发展出磁控管等一系列至今仍属高端技术的产品，历史证明各国均为此投入了大量资金和专业人员。因此英、德早期的研究人员均不约而同地找到政府申请投资，而政府又要求项目具有军事价值作为回报，从而在相互不知情的情况下，两国的雷达项目均成为了机密的军事项目。

## 各国雷达
两国雷达的最大不同在选择的频段。英国一开始选择了高频频段（High frequency/HF），频率在30MHz左右。因为这是英国当时技术能够得到的可靠的大功率发射器件的最高频率；由于波长太长，后来战时在英吉利海峡树立的天线极为庞大不可移动，对小物体的检测性能不好，战时实际用来探测德军机群而非单机；但是可以超视距工作，探测到因地球曲率处于地平线以下的机群或军舰。但在1939年英国發明磁腔管後便進入大功率微波雷達時代，並教導美国有关技術，美国因此在1941年后已能做出艦、機載雷達。英国于战争后期获得美国提供的雷达核心部件，频率范围和雷达品种才开始多样化。德国一直走錯科技樹，以洛倫玆波導為主，以VHF频段为主（德文Kurz，意思是短），频率200MHz-400MHz；由于磁控管技术的不成熟，功率密度太低，雷达体积巨大不可移动部署，也因技術的限制，只能用于測控，例如炸英国時測量自己在德方雷達站的方向及距离，只有當有敵机在兩者中間飛過才感知（但卻不知敵人在那），后来战时更率先发展出机载版本用于Bf 110G-4夜间战斗机上，可探测到单机，英国只有木结构的蚊式易躲过侦测；但英軍當年的干扰技術基本上癱瘓了所有德国雷達。
二戰期間列強的研究使得雷達技術得以快速的發展，雷達就已經出現了地對空、空對地（搜索）轟炸、空對空（截擊）火控、敵我識別功能的雷達技術。二戰以後，雷達發展了單脈衝角度跟蹤、脈衝多普勒信號處理、合成孔徑和脈衝壓縮的高分辨率、結合敵我識別的組合系統、結合計算機的自動火控系統、地形迴避和地形跟隨、無源或有源的相位陣列、頻率捷變、多目標探測與跟蹤等新的雷達體制。
後來隨著微電子等各個領域科學進步，雷達技術的不斷發展，其內涵和研究內容都在不斷地拓展。目前，雷達的探測手段已經由從前的只有雷達一種探測器發展到了雷達、紅外光、紫外光、激光以及其他光學探測手段融合協作。
當代雷達的同時多功能的能力使得戰場指揮員在各種不同的搜索/跟蹤模式下對目標進行掃瞄，並對干擾誤差進行自動修正，而且大多數的控制功能是在系統內部完成的。自動目標識別則可使武器系統最大限度地發揮作用，空中預警機和JSTARS這樣的具有戰場敵我識別能力的綜合雷達系統實際上已經成為了未來戰場上的信息指揮中心。

## 技術發展的過程
早期的雷達天線是固定的、無方向的陣列，只有距離訊息。天線在一定的時間間隔內發射射頻脈衝，將接收到的回波放大，並在示波器的CRT上顯示（即常稱的A顯示），產生一個與目標位置對應的水平線，供雷達操作員識別目標的大致距離。
但由於當時所用的射頻電波頻率較低，為了有效地發射和接收射頻信號，雷達系統需要一個很大的天線，這種天線不能遷移或者改變方向，而且只能探測到大目標，且距離信息的精度也很低。
到二戰結束時，雷達系統中那些現在熟悉的特徵—微波頻率、拋物面天線和平面位置指示器顯示，已建立起來。
當代雷達的主要特點：
1. 同時多功能
2. 感測器融合
3. 高靈敏度
4. 隱身
5. 反隱身
6. 雷達ECCM
7. 自動目標識別
8. 戰場敵我識別
9. 高可靠性

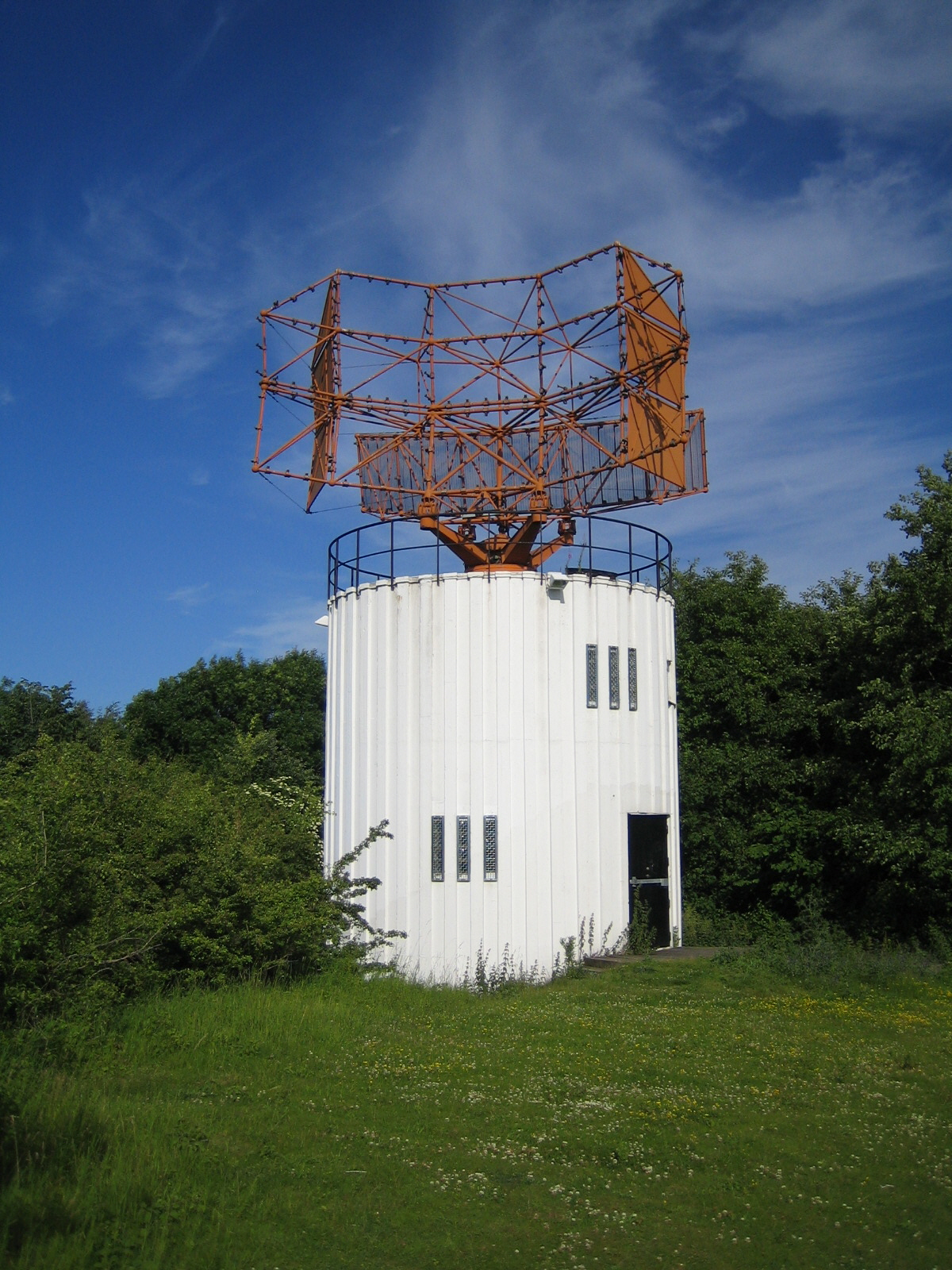
二戰雷達站

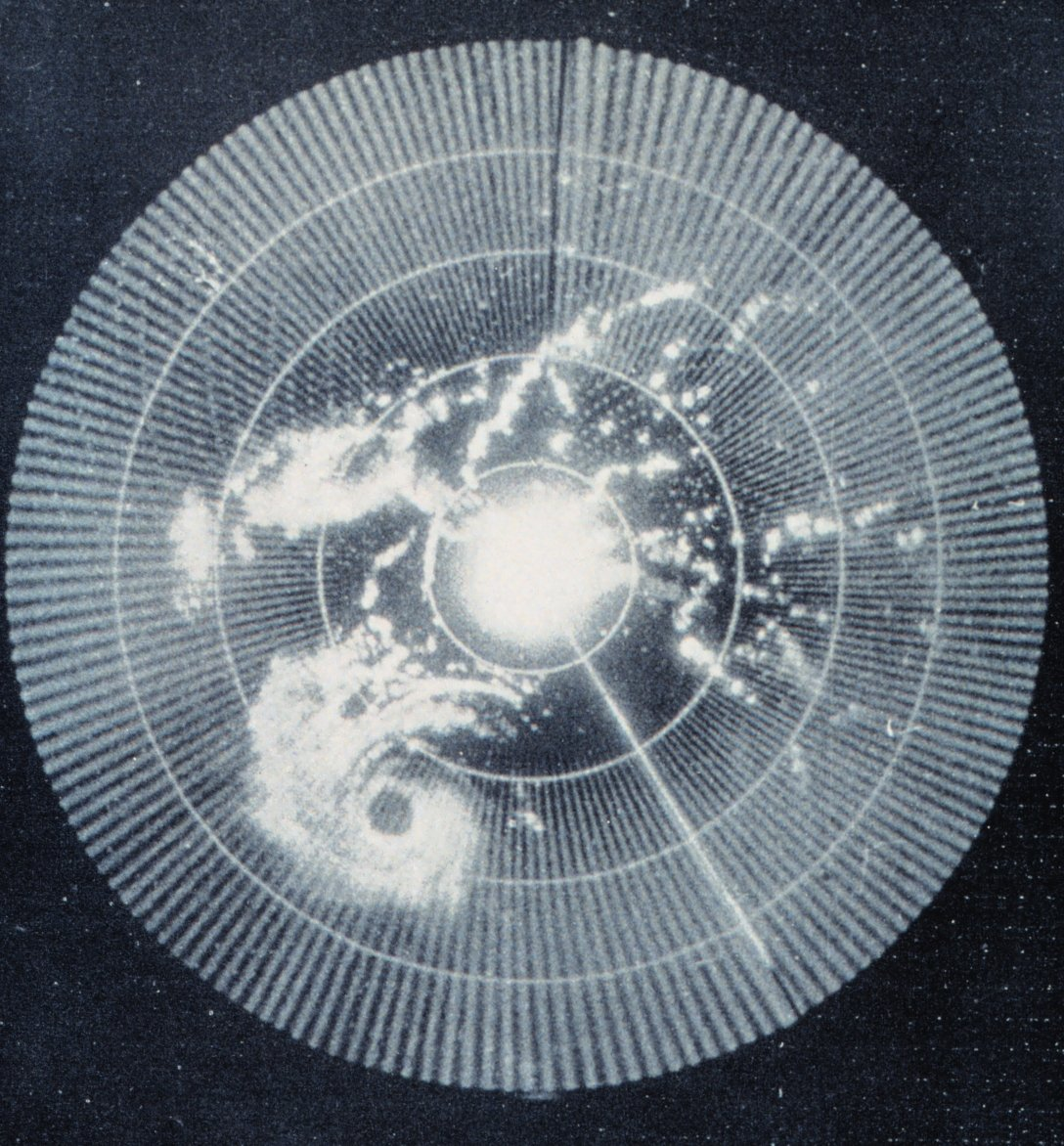
1960年的天气雷达飓风图像。图中的亮度表示了反射率。雷达的频率、脉冲形式、偏振、信号处理和天线决定了它能观察到什么。

- 1917年：尼古拉·特斯拉首次建立關於第一個原始的雷達的頻率和功率電平的原則。特斯拉也聲稱了这是現代軍用雷達的原理——高頻交流電導致這方面的發展。特斯拉已經形成了在距離內使用無線電波偵測對象的概念。
- 1922年：無線電發展者之一馬可尼提出一個新概念：在能見度極低時，可發射無線電波而憑「回聲」（實為反射波）探測船隻。
- 1922年：美国泰勒和杨建议在两艘军舰上装备高频发射机和接收机以搜索敌舰。
- 1924年：英国爱德华·阿普尔顿和巴尼特通过电离层反射无线电波测量赛层的高度。美国布莱尔和杜夫用脉冲波来测量亥维塞层。
- 1931年：美国海军研究实验室利用拍频原理研制雷达，开始让发射机发射连续波，三年后改用脉冲波。
- 1934年：法國人埃米爾說他正在“根據特斯拉規定的原則設想”来建立一個雷達系統。
- 1935年：A.L.Samuel最早研制出多腔磁控管的模型。同年法国Gutton用磁控管产生16厘米波长波，11月29日德国人H.E. Hollmann注册了一项更为出色的多腔磁控管专利。1939年H.A.H.布特和J.T.兰道尔制成了完全达到实用标准的多腔磁控管，从而使得大战中美国的分米级别雷达技术突飞猛进。而苏联却于40年代出版的刊物上声称两名苏联学者先于36年制成了多腔磁控管，意将发明归功于自己名下。
- 雷达作为夜间和雾天的海上探测式工具开始进行非军事化利用。1936年1月英国W.瓦特在索夫克海岸架起了英国第一个雷达站。此后，英国空军又增设了五个，它们在第二次世界大战中发挥了重要作用。
- 1937年：美国第一个军舰雷达XAF试验成功。
- 1943年：美国麻省理工学院研制出机载雷达平面位置指示器，可将运动中的飞机拍摄下来。他亦发明了可同时分辨几十个目标的微波预警雷达。
- 1947年：美国贝尔电话实验室研制出线性调频脉冲雷达。
- 50年代中期：美国装备了超距预警雷达系统，可以探寻超音速飞机。不久又研制出脉冲多普勒雷达。
- 1959年：美国通用电器公司研制出弹道导弹预警雷达系统，可跟踪3000英里外，600英里高的导弹，预警时间为20分钟。
- 1964年：美国设置了第一个空间轨道监视雷达，用于监视人造卫星或太空飞行器。
- 1971年：加拿大伊朱卡等3人发明全息矩阵雷达。与此同时，数位雷达技术在美国出现。

## 分类

### 按功能分类
- 搜索雷达
  - 预警雷达
    - 超地平线雷达

  - 面搜索雷达
    - 导航雷达

  - 海岸监控雷达
  - 港口监控雷达
  - 反潜雷达
  - 目标截获雷达
- 跟踪雷达
- 制导雷达
- 炮瞄雷达
- 机载雷达
  - 1代雷达测距仪（F-86）
  - 2代单脉冲（米格-21，幻影-3）
  - 2.5代倒卡PD（米格23）/连续波（F-4）
  - 3代平板缝隙阵列/多普勒/IRS）（三代机）
  - 3.5代PESA（阵风/苏-35）
  - 4代AESA/EODAS/EOTS（F-35/歼-20）
- 测高雷达
- 盲目着陆雷达
- 地形回避雷达
- 地形跟踪雷达
- 成像雷达
- 气象雷达
- 测速雷达
- 生物雷达（英语：Bioradiolocation）

### 按工作体制分类
圆锥扫描雷达、单脉冲雷达、无源相控阵雷达、有源相控阵雷达、脉冲压缩雷达、频率捷变雷达、MTI雷达、MTD雷达、PD雷达、合成孔径雷达、噪声雷达、冲击雷达、双/多基地雷达、天/地波超视距雷达等。

### 按工作波长分类
米波雷达、分米波雷达、厘米波雷达、毫米波雷达、激光/红外雷达......

### 按测量目标坐标参数分类
两坐标雷达、三座标雷达、测速雷达、测高雷达、制导雷达等。

## 雷達方程
影響雷達探測距離的雷達方程其基本的公式是
{\displaystyle P_{r}={{P_{t}G_{t}} \over {4\pi r^{2}}}\sigma {{1} \over {4\pi r^{2}}}A_{eff}}
其中
- {\displaystyle P_{t}} = 雷達的發射功率（單位瓦特W）
- {\displaystyle G_{t}} = 雷達天線增益（單位分貝db）
- {\displaystyle r} = 雷達到探測目標的距離（單位公尺M）
- {\displaystyle \sigma } = 目標的雷達截面積（單位RCS平方米）
- {\displaystyle A_{eff}} = 接收天線的有效面積（單位平方米）
- {\displaystyle P_{r}} = 接收到的雷達功率（單位瓦特W）

其中{\displaystyle {{P_{t}G_{t}} \over {4\pi r^{2}}}}為雷達波的功率密度（每瓦特米的平方）由雷達發射機產生。因電磁波的功率密度和距離平方成反比遞減，而這個發射出去的雷達波功率密度在照射到目體表面後的雷達反射截面RCS為符號{\displaystyle \sigma }（米的平方）表示，被其目標表面雷達截面積反射其中一部份。因此這兩項相乘的乘積就是到達目標後開始反射的雷達功率密度{\displaystyle {{P_{t}G_{t}} \over {4\pi r^{2}}}\sigma }而雷達波在次按照原路徑從目標反射回來功率密度又一次乘平方反比遞減{\displaystyle {{1} \over {4\pi r^{2}}}}，因此最後返回雷達接收天線的功率密度只剩下{\displaystyle {{P_{t}G_{t}} \over {4\pi r^{2}}}\sigma {{1} \over {4\pi r^{2}}}}，而這個值最後還要在乘上雷達天線的有效接收面積{\displaystyle A_{eff}}。最後才是雷達接受到的功率。因此雷達的探測距離和目標的「雷達反射截面RCS、雷達功率、天線增益、天線接收面積這四項參數的大小的乘積的四次方根成正比。而雷達的RCS取決於目標物體的幾何橫截面積大小、反射率、和方向性。

## 外部連結
- "The Great Detective", 1946.  Story of the development of radar by the  Chrysler Corporation （页面存档备份，存于）
- Christian Hülsmeyer and the early days of radar （页面存档备份，存于）
- Radar: The Canadian History of Radar - Canadian War Museum
- Radar technology principles （页面存档备份，存于）
- Ultrasonic Generator （页面存档备份，存于）
- History of radar
- Radar invisibility with metamaterials
- Radar Research Center-Italy
- Early radar development in the UK （页面存档备份，存于）
- Principles of radar target acquisition and weapon guidance systems
- Cloaking and radar invisibility （页面存档备份，存于）
- The Secrets of Radar Museum （页面存档备份，存于）
- 84th Radar Evaluation Squadron
- Radar （页面存档备份，存于）
- EKCO WW II ASV radar units
- RAF Air Defence Radar Museum （页面存档备份，存于）